# Patricia A. Thiel

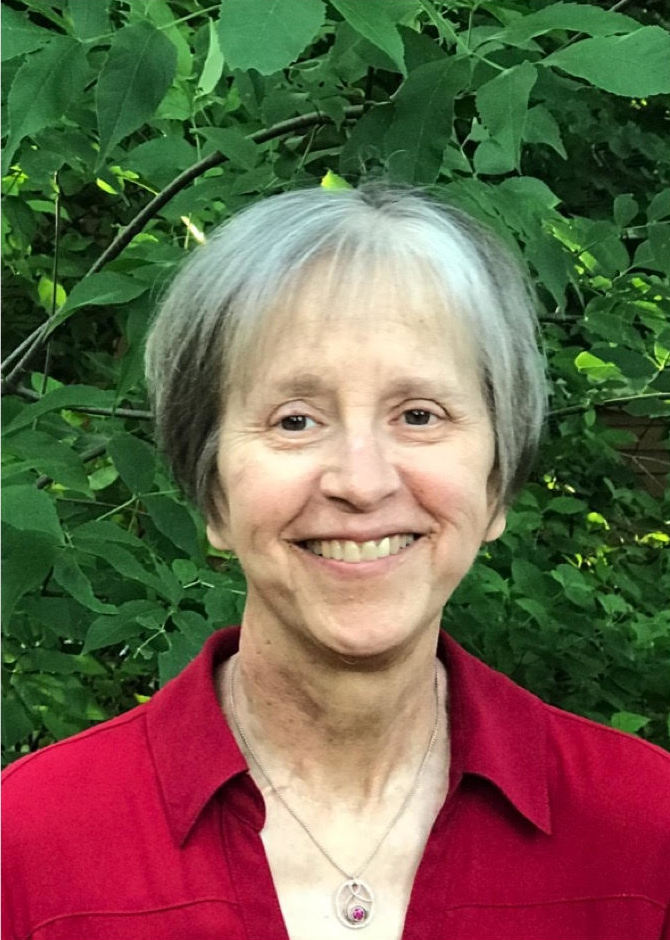
Patricia A. Thiel (Juni 2020)

Patricia Ann Thiel (* 20. Februar 1953 in Adrian; † 7. September 2020) war eine US-amerikanische Chemikerin und Materialwissenschaftlerin und Professorin für Chemie an der Iowa State University. Sie erforschte Prozesse und Strukturen von Feststoffoberflächen auf atomarer Ebene.

## Leben
Patricia A. Thiel wurde am 20. Februar 1953 in Adrian geboren und wuchs auf einer Farm im Südwesten von Minnesota in der Nähe ihres Geburtsortes auf. Sie besuchte zunächst eine Privatschule in Lismore und anschließend die High School in Adrian. Durch das National Merit Scholarship Program studierte sie später am Macalester College in Saint Paul Chemie. 1975 schloss sie das Studium der Chemie mit Mathematik als Nebenfach mit dem Bachelor of Arts ab. Thiel war zunächst ein Jahr lang als Chemikerin für die Control Data Corporation tätig und schrieb sich anschließend mit finanzieller Unterstützung der National Science Foundation an der Fakultät für Chemie des California Institute of Technology ein.  1981 erlangte sie den Ph.D. in Chemie.
Nach dem Abschluss war Thiel zunächst an der Ludwig-Maximilians-Universität München Teil der Forschungsgruppe von Gerhard Ertl, der 2007 den Nobelpreis für Chemie erhielt. 1982 arbeitete sie für die Sandia National Laboratories in Livermore, ehe sie nach kurzer Tätigkeit als Gastprofessorin an der Fakultät für Physik der University of California, Berkeley 1983 an die Fakultät für Chemie der Iowa State University ging und Mitarbeiterin des Ames Laboratory wurde. Im Jahr 1988 wurde sie Associate Professor, 1991 Full Professor und 2001 Distinguished Professor. Außerdem wurde sie 2012 Professorin für Materialwissenschaft und -ingenieurwesen. Während dieser Zeit erhielt sie mehrere Preise und hatte mehrere leitende Positionen inne. So leitete sie von 1988 bis 2004 die Abteilung für Materialchemie des Ames Laboratory und war von 2008 bis 2009 Forschungsleiterin des Labors. Von 1999 bis 2002 leitete sie die Abteilung für Chemie der Iowa State University. Darüber hinaus war sie von 2013 bis 2020 Mitherausgeberin des Journal of Chemical Physics. Am 10. Dezember 2011 nahm sie an der Verleihung des Nobelpreises für Chemie an Dan Shechtman für dessen Entdeckung der Quasikristalle teil.
Thiel war ab 1988 verheiratet und hatte zwei Kinder. Sie starb am 7. September 2020.

## Forschung
Thiel untersuchte Strukturen und Prozesse an Feststoffoberflächen auf atomarer Ebene. Die gewonnenen Erkenntnisse sind für Mikroelektronik, Tribologie, Heterogene Katalyse und Nanotechnologie von Bedeutung. Sie veröffentlichte über 300 wissenschaftliche Publikationen, die bis 2019 über 12.000 Mal zitiert wurden. Dabei lag ihr Forschungsschwerpunkt in drei verschiedenen Bereichen.

### Oberflächen von Quasikristallen
Thiels Forschungsgruppe untersuchte die Keimbildung und das Wachstum von Metallfilmen auf den Oberflächen von Quasikristallen und zeigte dabei, dass pseudomorphes Wachstum und seesternförmige Formationen an spezifischen Keimbildungsstellen auftreten können. Dabei konzentrierte sie sich auf metallische, aluminiumreiche Quasikristalle und untersuchte, wie die Oberflächenstrukturen von Quasikristallen mit deren ungewöhnlichen Oberflächeneigenschaften, wie geringer Reibung, geringer Adhäsion und einer guten Oxidationsbeständigkeit zusammenhängen.

### Wechselwirkungen zwischen Wasser und Metalloberflächen
Thiel beschäftigte sich in ihrer Doktorarbeit mit Wasserstoffbrückenbindungen zwischen Wassermolekülen und Rutheniumoberflächen. An der Iowa State University setzte sie ihre Forschung über Wasser fort und entdeckte, dass die Desorptionskinetik von Wasser zu einem messbaren Isotopeneffekt führen kann. Sie war die erste Wissenschaftlerin, die vorgeschlagen hatte, dass Wasserdoppelschichten in der Nähe von Feststoffoberflächen eine ähnliche Struktur wie Eis Ih besitzen könnten. Zusammen mit Theodore E. Madey verfasste sie einen umfassenden Artikel über Eigenschaften und Wechselwirkungen von Wasser in der Nähe von Feststoffoberflächen.

### Keimbildung, Wachstum und Vergröberung von Metallnanostrukturen auf Oberflächen
Thiels Forschungsgruppe entdeckte, dass große zweidimensionale Metalladatom-Cluster auf Metallsubstraten bei Raumtemperatur eine signifikante Mobilität aufweisen können und dies entgegen bisheriger Annahmen den Hauptgrund für die Vergröberung (größere Cluster, aber in geringerer Anzahl) dieser Cluster darstellt. Zusammen mit James W. Evans beschrieb sie einen atomaren Mechanismus für das Wachstum von Metallfilmen. Mithilfe dieses Mechanismus sagten sie eine ungewöhnliche temperaturabhängige Veränderung der Rauheit eines Films voraus, die sie später mittels Rastertunnelmikroskop experimentell bestätigten. Es ist allgemein akzeptiert, dass dieser Mechanismus die Morphologie dünner Filme beim Wachstum bei niedrigen Temperaturen beeinflusst.
Außerdem entdeckte die Gruppe eine Reihe natürlich vorkommender Metall-Schwefel-Komplexe mit verschiedenen Stöchiometrien, die die Stabilität der Merkmale von Metallen beeinflussen, indem sie den Abtransport von an der Oberfläche gelegenem Metall und die Vergröberung unterstützen. Für diese Arbeit wurde sie als eine von 66 Frauen in einer Ausgabe des Journal of Physical Chemistry zu Ehren des 150. Geburtstags von Marie Curie vorgestellt. Zusammen mit ihren Mitarbeitern entdeckte sie auch, dass metallische Nanopartikel unter bestimmten Bedingungen als eingekapselte Cluster in der Nähe der Oberfläche von Graphit gezüchtet werden können. Mithilfe eines Kontinuumelastizitätsmodells untersuchten sie die Gründe für die niedrige, abgeflachte Form dieser Partikel und sagten vorher, dass die Form größenunabhängig sein sollte.

## Auszeichnungen und Ehrungen
- 1984: Stipendium der Alfred P. Sloan Foundation[37]
- 1985: Presidential Young Investigator Award der National Science Foundation[38]
- 1986: Camille Dreyfus Teacher-Scholar Award[39]
- 2005: Ehrendoktortitel des Institut national polytechnique de Lorraine[40]
- 2008: Ehrenmitglied von Iota Sigma Pi[41][42]
- 2010: ACS Award in Surface Chemistry[43][44]
- 2010: David Adler Lectureship Award in the Field of Materials Physics „für wegweisende Beiträge zur Oberflächenstruktur und Dynamik komplexer Metalllegierungen, einschließlich Quasikristallen und kinetisch begrenztem Wachstum und Relaxation von Nanostrukturen in dünnen Metallfilmen “[45][46]
- 2010: Fellow der American Association for the Advancement of Science „für die Verbesserung des Verständnisses der Oberflächeneigenschaften von metallischen Quasikristallen und für die Arbeit an Möglichkeiten, durch die sich metallische Nanocluster und dünne Filme auf Metalloberflächen bilden und neu anordnen können.“[47]
- 2011: John D. Corbett Professorin für Chemie[48]
- 2012: Mitglied der Materials Research Society „für wegweisende Beiträge zum Verständnis der Struktur, Reaktivität und Tribologie von Quasikristalloberflächen sowie zum Verständnis des Wachstums und der Stabilität von Metallnanostrukturen und dünnen Metallfilmen.“[49][50]
- 2014: Outstanding Referee des Physical Review Journals[51]
- 2014: Medard W. Welch Award „für wegweisende Beiträge zum Verständnis von Quasikristalloberflächen und der Keimbildung und des Wachstums von Dünnfilmen.“[3]
- 2019: Mitglied der American Academy of Arts and Sciences[52]